# Нана (царица)
На́на (груз. ნანა) — царица Иберии, вторая жена царя Мириана III, жившая в IV веке. За её роль в обращении грузин в христианство почитается Грузинской православной церковью как святая, канонизирована как Святая равноапостольная царица На́на (груз. წმინდა მოციქულთასწორი დედოფალი ნანა).

## Биография
Согласно грузинским хроникам, Нана «происходила из Греции, из Понта, дочь Олиготоса». Понт здесь может означать Боспорское царство, которое тогда было клиентским государством Римской империи. К. Л. Tуманов предполагает, что имя отца Наны, возможно, является грузинским искажением имени правителя Боспорского царства «Олимпий» или «Олимп», чей сын Аврелий Валерий Сог Олимпиан был римским губернатором Феодосии, известным по греческой надписи 306 года, посвященной «Всевышнему Богу» по случаю возведения еврейского «молитвенного дома». По мнению же Кристиана Сеттипани, Нана — младшая дочь боспорского царя Фофорса.
Мириан женился на ней после смерти первой жены (в 292 году согласно Tуманову). Нана родила от Мириана двух сыновей, Рева II и Вараз-Бакура, и дочь, которая вышла замуж Пероза, первого михранидского правителя провинции Гугарк.

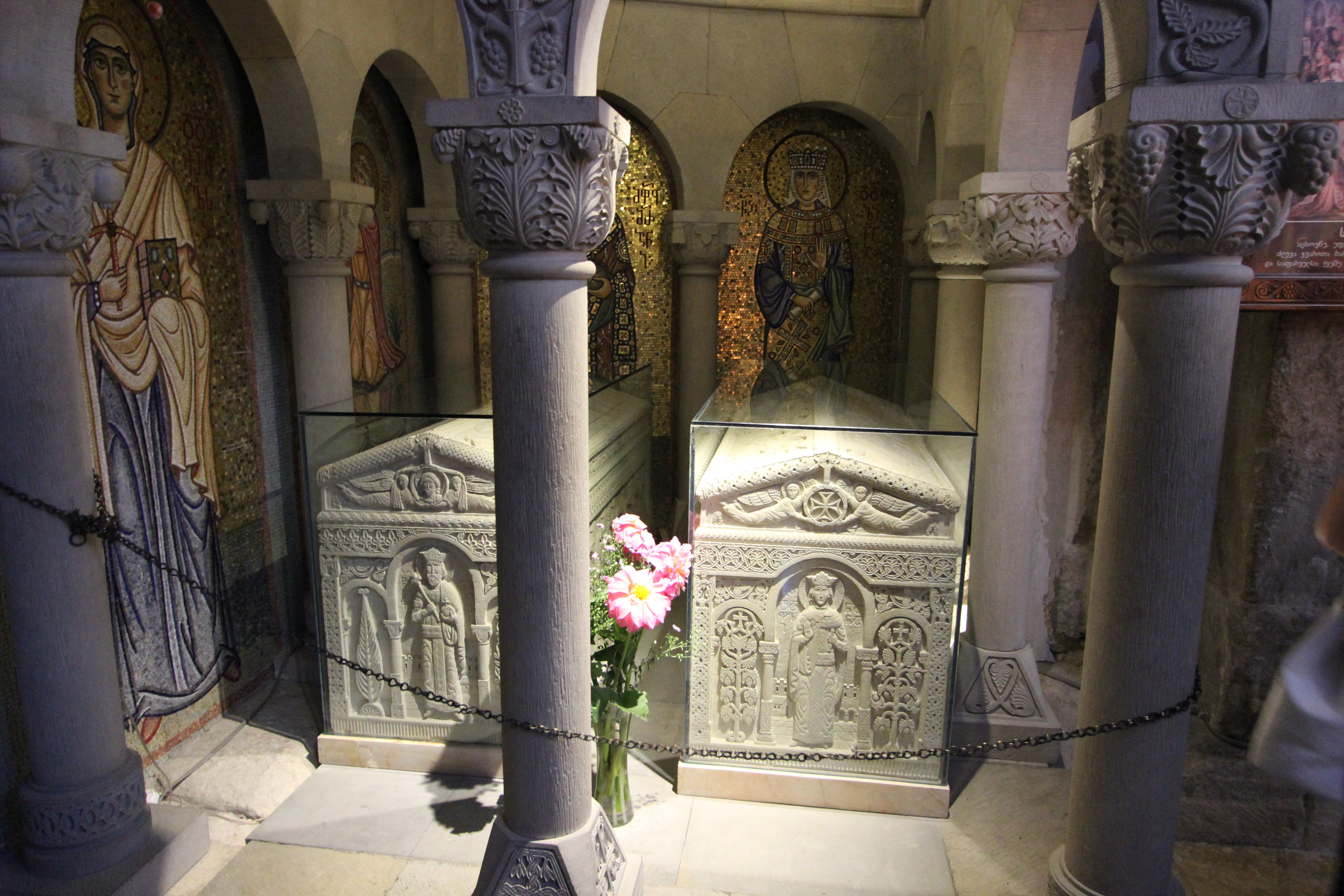
Надгробия Мириана и Наны в храме Самтавро

Средневековые грузинские источники сообщают, что Нана была убеждённой язычницей, презиравшей христианское учение, пока она чудесным образом не излечилась от страшной болезни, после чего обратилась в христианство святой Ниной, каппадокийской христианской миссионеркой. Древнеримский ученый Руфин Аквилейский, написавший исторический труд через полвека после обращения Иберии в христианство, основываясь на устных рассказах Бакария Иберийского, упоминает безымянную царицу Иберии, излеченную пленницей-христианкой. Благодаря пастырству Нины царь Мириан в 337 году принял христианство, и христианство стало официальной религией Иберии.
Нана пережила своего мужа на два года и умерла, согласно Туманову, в 363 году.
Нана была канонизирована грузинской церковью. Традиционно считается, что Нана и Мириан похоронены в монастыре Самтавро в Мцхете, где их могилы демонстрируют до сих пор.
14 мая 2018 года на заседании Священного синода Русской православной церкви имя святой Наны было включено в месяцеслов РПЦ.